# Mariano II di Torres
Mariano II di Torres (Sassari, ... – 1232) fu giudice di Torres dal 1218 al 1232.
Apparteneva alla dinastia dei Lacon-Gunale de Thori.

## Biografia
Prese il potere nel 1218, a seguito dell'elezione da parte della Corona de Logu, dopo la morte del padre, il precedente giudice Comita I di Torres, il quale, nel 1200, ne aveva favorito il matrimonio con Agnese di Lacon-Massa, figlia del giudice di Cagliari Guglielmo I Salusio IV, per sancire la ripresa dell'alleanza tra i due giudicati. La sua politica si caratterizzò per un relativo equilibrio nei rapporti tra il suo giudicato e le potenze dell'epoca: Genova, Pisa e il Papato.
Nel 1219 mandò l'esercito per liberare la cognata e giudicessa Benedetta di Cagliari, primogenita di Guglielmo I Salusio IV, tenuta prigioniera a Cagliari da Ubaldo I Visconti.
Tuttavia venne sconfitto.
In seguito, a causa di una difficile situazione politica interna del giudicato, Mariano II decise di dare in sposa la figlia Adelasia ad Ubaldo Visconti giudice di Gallura.
Morì nel 1232 e la Corona de Logu designò alla successione il suo unico figlio maschio Barisone III di Torres che, per la minore età, fu sottoposto a un consiglio di reggenza presieduto dallo zio Ithoccorre.